# Suffolk
Suffolk es un condado de Inglaterra, en el Reino Unido, con capital en Ipswich. Ubicado en la región Este, limita al norte con Norfolk, al este con el mar del Norte, al sur con Essex y al oeste con Cambridgeshire.
Aparte de la capital, otras ciudades importantes son Lowestoft, Bury St Edmunds y Felixstowe. Según el censo del año 2003, la población del condado era de 678 074 habitantes, de los cuales un 97,2 % eran de ascendencia anglosajona.
El condado es de tierras bajas con algunas colinas y es un hábitat de tierra húmeda y cultivable. Las Suffolk Broads, en el parque nacional The Broads, y la costa de Suffolk son áreas de una belleza particular. El punto más alto el condado se encuentra en la colina Great Wood, con una altura de 128 m sobre el nivel del mar.

## Toponimia
El topónimo es Suffolk, pronunciado /ˈsʌfək/. En español en el siglo XIX aparecía referida también como Suffolcia.

## Historia
El condado de Suffolk se formó a partir de la zona sur del reino de Estanglia, establecido por los anglos a finales del siglo V. El asentamiento anglo-sajón más importante estaba situado en Ipswich.
El condado sufrió diversas incursiones vikingas y tras el tratado de Wedmore pasó a formar parte del Danelaw. En el año 1173 el conde de Leicester llegó a Walton con un ejército para luchar contra Enrique II. El condado participó poco en la guerras de las Dos Rosas.
En 1525, los artesanos locales se opusieron al impuesto creado por el rey Enrique VIII. Fue en Suffolk donde María Tudor organizó el ejército que la ayudó en su reclamación por el trono. Durante las guerras civiles, el condado fue mayoritariamente parlamentario y se unió a la "Asociación de los Condados del Este" para defenderse contra los Papistas.
Entre 1889 y 1974 el condado estuvo dividido en dos condados administrativos: Suffolk del Este y Suffolk del Oeste. El consejo de Suffolk del Este se encontraba en Ipswich mientras que el de Suffolk del Oeste estaba en Bury St.Edmunds.
El Ipswich Town, equipo del condado, ganó la UEFA de fútbol en el año 1981, con Bobby Robson a la cabeza como gerente del equipo.

## Monumentos y lugares de interés
- Sutton Hoo
- El castillo de Framlingham
- El faro de Southwold